# 遷徙新大陸模型

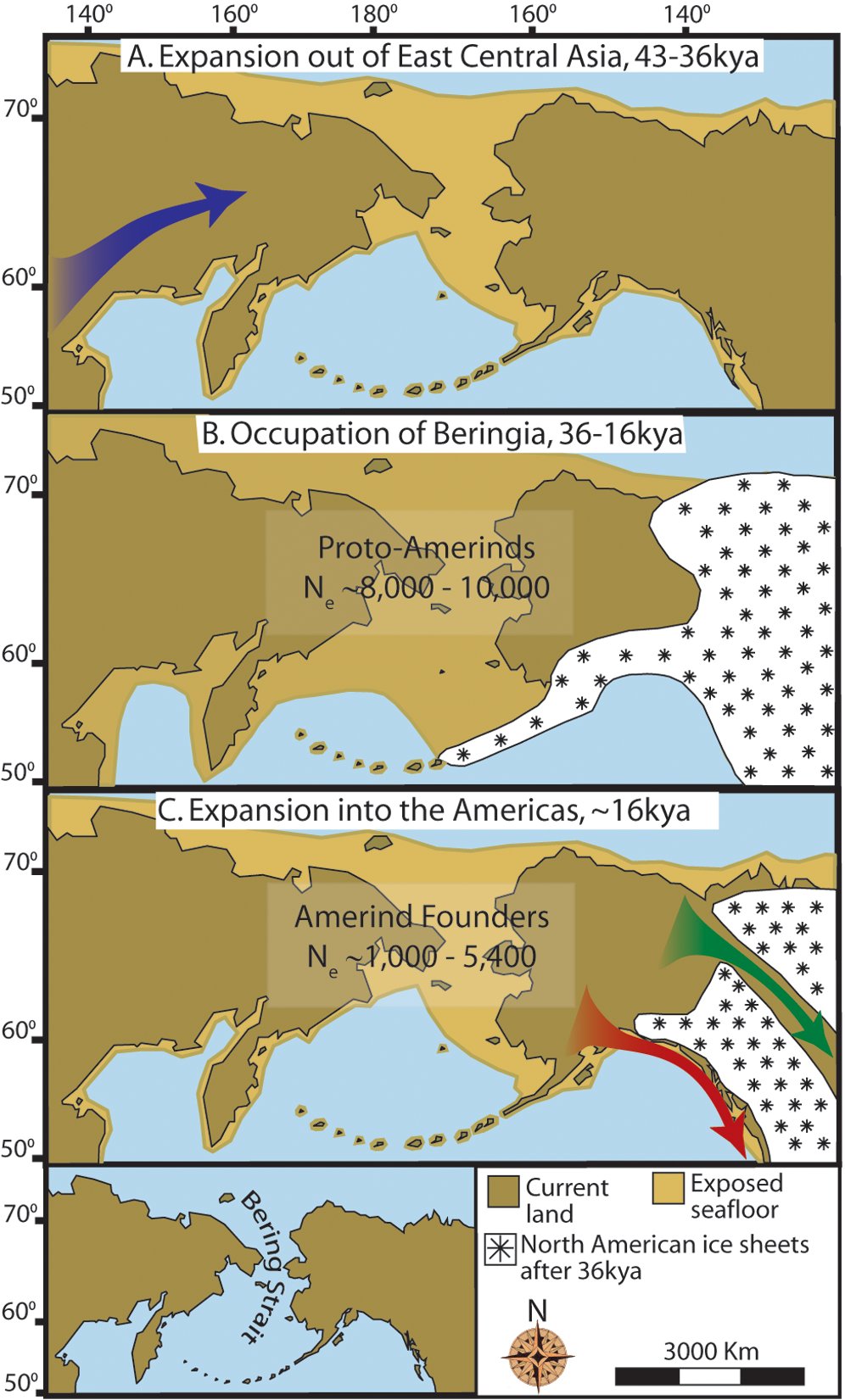
早期人类迁徙和殖民美洲的三个阶段图

人类在何时以何种方式迁入美洲的问题，引发了人类学家和考古学家巨大的兴趣，并且成为几个世纪以来一直争论不休的话题。学术界给出了许多古印地安人在美洲定居的模型。现代生物化学技术和考古学的结合，也极大地促进了人对于这个问题的认识。
目前，对于这个问题的解答工作主要涉及到以下四个互相关联的学科：考古学、人类体格学、DNA分析学以及语言学。目前，学界大体认可，美洲大陆第一批移民是自白令海峡迁徙而来的亚洲的族群；然而，移民的模式、时间，以及进入美洲的人为何种亚洲族群，至今尚不明确。
近年来，学术界不断用已经掌握的方法对一些已经建立起来的理论进行进一步证实或者是证伪，这些理论种较为出名的是认为克洛维斯人是第一个到达美洲的人类种群。随着发现的深入，过去的假设被重新审查并且新的理论随即被提出。考古证据表明，古印地安人大规模的扩张在上个冰河时期末期，或者更精确地说，是末次冰盛期（Late Glacial Maximum），也就是距今16,500–13,000年前。

## 各派意见综述

克洛维斯人之前的定居点

迁徙模型在时间上大致分为两派。第一种叫做“短时理论”（short chronology theory），短时理论认为人类第一次从阿拉斯加迁徙至新大陆的发生晚于距今15,000 – 17,000年前，之后展开了波浪式的移民推进（waves of immigrants）。第二种叫做“长时理论”（long chronology theory）其认为，第一批人类到达美洲大陆所在的半球时间要远早于15,000 – 17,000年前，他们认为可能的时间为21,000–40,000年前，然后才是第二波巨大的移民潮。
一个引发巨大争论的原因是，南部美洲和北部美洲的古印地安人定居点在考古证据上的不连续。一个大体上统一的考古学文化在北部和中部美洲被发现，距今至少有13,500年的历史，考古学家称之为克洛維斯文化。然而，同一时代的南美洲的据点就缺乏这样的一致性，拥有更大的文化多样性。考古学家认为，“克洛维斯先至论”和古印地安人时间框架都不足以解释复杂的美洲石器时代（lithic stage）工具是如何在南美洲出现的。一些理论学家正在寻求一种可以整合南北美洲考古记录的新的殖民模型。 
对美洲土著的基因研究发现，“殖民缔造人群”（colonizing founder）可能是单一祖先人群。基于Y染色体微卫星中的美洲单倍型类群Q1a3a（Y-DNA）分叉的时间推算，这个单一祖先人群出现在距今10，000到15,000年前。而这个单一祖先人群的很有可能来自白令海峡 这一点仍然不足以说明，在此之前，抑或其他基因也曾试图在这片土地上繁衍并且以失败告终。因为基因测试只能基于现存人口的遗传信息进行。
当白令大陆桥露出海平面的时候，从东北亚步行至阿拉斯加是相对容易的。然而从阿拉斯加到其他北美洲地区路途却十分艰难。我们猜测主要有两个可能的路径，沿大西洋海岸往南，或者是洛基山脉东侧的内陆通道—麦肯锡走廊（Mackenzie Corridor）。在Laurentide和Corilleran冰盖最大的时候，这两条道路都是极其容易的。Corilleran冰盖西起太平洋，东至Laurentide冰盖，也就是今天加拿大的不列颠-哥伦比亚省和阿尔伯塔省的交界。地理学证据证明，太平洋沿岸路保持畅通是在公元前21,000年之前和公元前13,000年之后。在上一个冰河时期中最冷的一千年，大致在距今23,000到19,000年之前，冰川使得道路充满危险。即使使用船只也十分困难，因为水体中到处都是冰山。况且尚无古代海岸线上有船只的考古证据。在这段时间以前，这些通路是没有结冰的。另外，当气候温暖的时候，土地上被植被覆盖，早期古印第安人可以在这里补充给养，缝补衣服帐篷，以及重置工具等等。海岸线和船只理论有一个模糊的假设，那就是一个在北美大陆上的古印第安人可能已经不是纯粹的陆地狩猎者，而已经习惯于航海或者半航海的生活。另外，“白令人”（北阿拉斯加人）甚至很有可能是由于被上一次冰河期的逼迫下，在20,000年前，向北美内陆和海岸线迁徙，并且留下占据某些特定局部区域的考古证据。然而，除非他们最终在最后一次冰期结束后仍然生存繁衍，不然他们就不能被当作是“缔造人群”（founding population）。

## 陆桥论
也被称为白令海峡沿岸论（Bering Strait Theory）或者白令陆桥论（Beringia）。自从1930年起，陆桥论被广泛接受。而早在1590年，耶稣会学者何塞·德·阿科斯塔就已经提出这样的初步假设。
陆桥论主张，第一批美洲移民是从西伯利亚来到阿拉斯加。原因则很可能是追赶迁徙的牛群。我们可以通过收集氧的同位素深海泥土的取样发现，在最后一个更新世，也就是距今50,000-10,000年前，海平面比现在低60米左右。那样就有一段至少1000英里(1609.344公里)宽的大陆桥连接西伯利亚和阿拉斯加。也就是在这段时间内，那些追逐大型猎物的猎人在距今大约12000年前的时候通过大陆桥到达美洲，并且在距今11000年前最终到达美洲的最南端。
| 时间（公元前） | 白令路桥“大陆桥” | 海岸线 | Mackenzie走廊 |
| -------------- | ---------------- | ------ | ------------- |
| 38,000–34,000  | 可通行（开启）   | 开启   | 关闭          |
| 34,000–30,000  | 淹没（关闭）     | 开启   | 开启          |
| 30,000–22,000  | 可通行（开启）   | 关闭   | 开启          |
| 22,000–15,000  | 可通行（开启）   | 开启   | 关闭          |
| 15,000–today   | 淹没（关闭）     | 开启   | 开启          |

## 基因与血型
学界早在1920年代就指出，在哥伦布到达新大陆前，美洲的绝大部分人口为O型血以及很小部分在北方的A型人口。之后，由Cavalli-Sforza为先驱，开始通过对更早的历史人口迁徙记录更深入的统计学和基因学基因学研究。Jacob Bronowski在The Ascent of Men（1973）中这样说道，
"我们没有理由不相信，第一批来到美洲的一些是来自一个较小且具有亲属关系的O型血人群，然后他们在美洲大陆上繁衍生息，并且向南扩张。之后到来的，同样是一个较小的人群，但是混合了A型和O型血，来到北美洲。"
现代美洲基因学则主要研究人类Y染色体DNA单倍型类群和人类粒线体单倍群。基因图谱显示两种迥然不同的基因（genetic episodes），也就是美洲土著和欧洲殖民者的基因。决定前者的基因谱数的是合子的突变和基本单倍型。 由此说明，新大陆上的居民由小部分基础人群（found population）一开始从白令路桥一步步繁衍而来。微卫星在南美洲的多样性和Y种系特异性基因的分布表明，一个特定印地安人在迁徙在美洲的一开始就被孤立起来。，其中就包括Na-Dené、因纽特人以及阿拉斯加土著。在这些人群中发生了和其他美洲土著人群完全不同的基因突变。前者出现了haplogroup Q (Y-DNA) mutations，而后者则多为mtDNA和atDNA突变。这也就暗示了那些最早到达美洲大陆最北端和格陵兰的人群是后来的移民而非一开始到达美洲的人群。